# Langues papabuco
Les langues papabuco sont un groupe de  langues amérindiennes parlée dans l'État d'Oaxaca, au Mexique.
Francisco Belmar est le dernier à identifier des locuteurs d'une langue papabuco dans le village d'Elotepec en 1901. Les langues sont éteintes.

## Classification
Le papabuco appartient au groupe des langues zapotèques. Upson et Longacre (1965) placent de façon erronée les langues papabuco parmi les langues chatino. Campbell (2013) les considèrent comme formant une aire linguistique à l'intérieur du zapotèque, rattaché à la famille des langues oto-mangues.

## Liste des langues
Les langues papabuco sont :
- zapotèque d'Elotepec
- zapotèque de Texmelucan
- zapotèque de Zaniza

## Sources
- (en) B.W. Upson, Robert E. Longacre, 1965, Proto-Chatino Phonology, International Journal of American Linguistics, 31:4, pp. 312-322.
- (en) Eric Campbell, 2013, The Internal Diversification and Subgrouping of Chatino, International Journal of American Linguistics, 79:3, pp. 395-420.